# Kanton Authon-du-Perche
Der Kanton Authon-du-Perche war bis 2015 ein französischer Wahlkreis im Arrondissement Nogent-le-Rotrou, im Département Eure-et-Loir und in der Region Centre-Val de Loire. Der Kanton lag südlich der Landschaft Le Perche und grenzte im Nordwesten an das Département Orne, im Westen an das Département Sarthe und im Süden an das Département Loir-et-Cher. Sein Hauptort war Authon-du-Perche.
Der 15 Gemeinden umfassende Kanton hatte eine Fläche von 240,56 km² und 6047 Einwohner (Stand: 2012).

## Gemeinden
| Gemeinde               | Einwohner | Code postal | Code Insee |
| ---------------------- | --------- | ----------- | ---------- |
| Les Autels-Villevillon | 120       | 28330       | 28016      |
| Authon-du-Perche       | 1.287     | 28330       | 28018      |
| La Bazoche-Gouet       | 1.249     | 28330       | 28027      |
| Beaumont-les-Autels    | 451       | 28480       | 28031      |
| Béthonvilliers         | 133       | 28330       | 28038      |
| Chapelle-Guillaume     | 188       | 28330       | 28078      |
| Chapelle-Royale        | 339       | 28290       | 28079      |
| Charbonnières          | 260       | 28330       | 28080      |
| Coudray-au-Perche      | 328       | 28330       | 28111      |
| Les Étilleux           | 188       | 28330       | 28144      |
| Luigny                 | 376       | 28480       | 28219      |
| Miermaigne             | 202       | 28480       | 28252      |
| Moulhard               | 142       | 28160       | 28273      |
| Saint-Bomer            | 178       | 28330       | 28327      |
| Soizé                  | 249       | 28330       | 28376      |